# Torre de les Bruixes
La Torre de les Bruixes o Torre del Polvorí es troba en l'extrem oposat del turó on s'assenta el castell de Montsoriu. La missió de la torre era protegir el castell i vigilar la vall d'Arbúcies i la carretera del Rieral, que comunicava amb Hostalric.

## Història

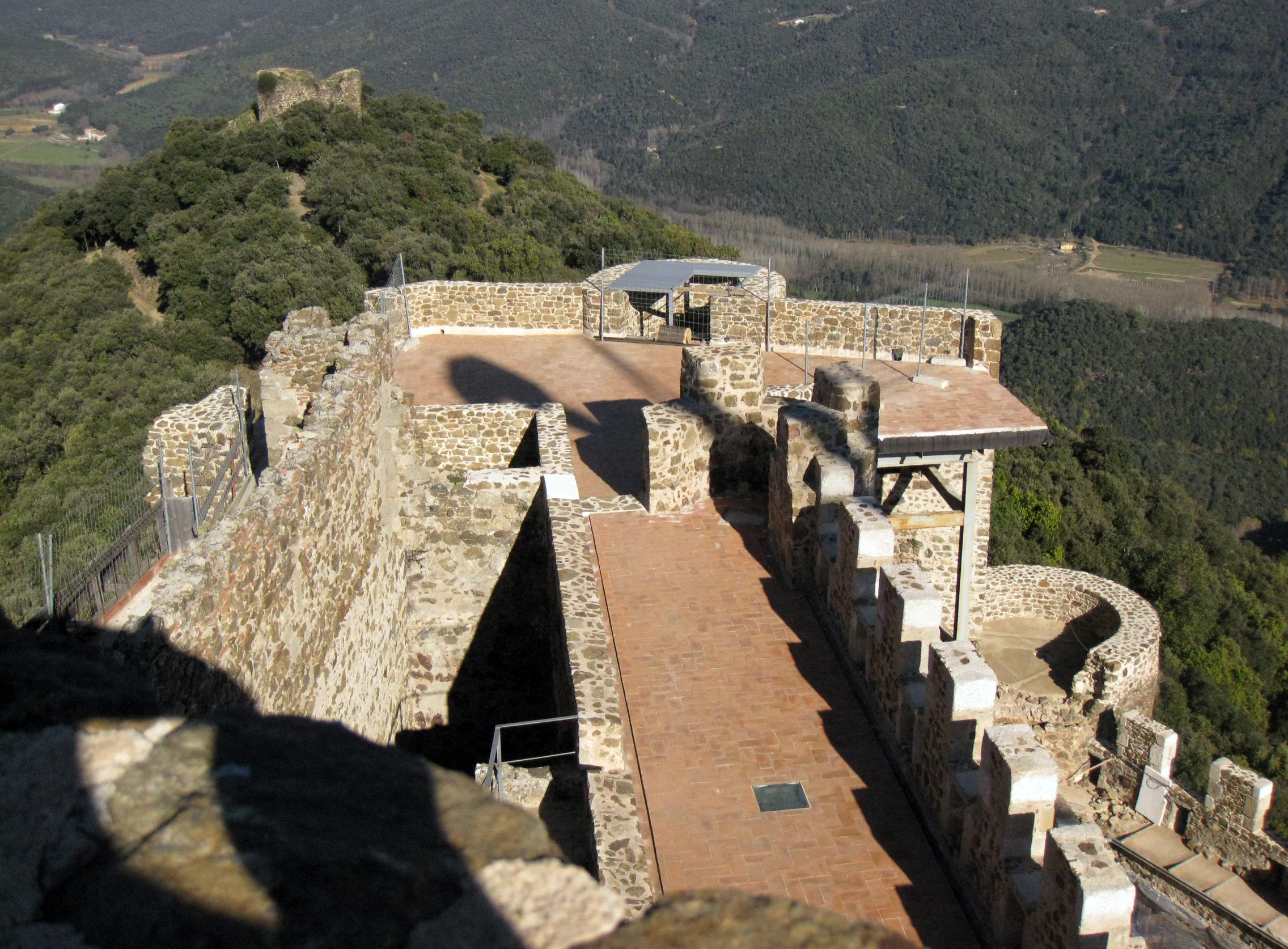
044 La Torre de les Bruixes al fons del castell de Montsoriu (desembre 2012)

La història d'aquesta torre és la mateixa que la del castell de Montsoriu del qual fou sempre part integrant, una mena de torre albarrana, torre de guàrdia o de vigilància, situada a tramuntana
del castell.

## Arquitectura
Fortificació quadrangular, avançada uns 100 m del castell de Monsoriu al qual estigué unida per un camí fortificat. Podria haver tingut un o dos pisos. Queden restes dels murs de pedra que flanquejaven el camí. Es conserva en una alçada de 3,5 metres, té una longitud a l'exterior d'11,70m de llarg per 7,85 m d'amplada i un gruix de mur entre 0,95 i 1 m. A l'interior s'intueix l'inici d'un mur en la direcció est-oest d'una amplada d'uns 70 cm que partiria l'àmbit en dos. Per aquest fet, a més de les dimensions i l'estructura es creu que la torre, a més de ser lloc de guaita, podria tenir altre funcions com ara residència o magatzem.
L'aparell constructiu és fet amb pedres de grans dimensions (30 cm d'alt per 45 cm d'ample) a les cantonades. A les cares de llevant i ponent, els carreus desbastats dibuixen línies horitzontals. A tramuntana i migjorn, les pedres són més petites, de formes irregulars, mal disposades i amb abundant morter de calç. En aquestes dues últimes cares s'observen algunes espitlleres que en confirmen la funció defensiva.
Per la banda que mira cap a Arbúcies i Sant Feliu de Buixalleu hi hauria l'espadat del turó; per la banda orientada cap al castell hi ha un fossat excavat en el sòl del turó.
El recinte de Montsoriu conté un terreny situat entre el Castell i la Torre de les Bruixes on se situava el poblat medieval. Aquest espai, datat al segle xiii estava emmurallat i delimitat pels dos fossats, un a prop del Castell i l'altra ran de la torre.